# Ewa Bogacz-Wojtanowska
Ewa Bogacz-Wojtanowska (ur. 20 grudnia 1974 w Mszanie Dolnej) – profesor nauk społecznych w dyscyplinie nauki o zarządzaniu i jakości. Badaczka organizacji, praktyk zarządzania. W latach 2016–2020 pełniła funkcję dyrektora Instytutu Spraw Publicznych Uniwersytetu Jagiellońskiego. Od 2020 roku Dziekan Wydziału Zarządzania i Komunikacji Społecznej Uniwersytetu Jagiellońskiego.

## Tytuły i stopnie naukowe
Ukończyła studia magisterskie na kierunku geografia (specjalność: społeczno-ekonomiczna) na Uniwersytecie Jagiellońskim w 1998 roku. W tym samym roku rozpoczęła studia doktoranckie na Wydziale Zarządzania i Komunikacji Społecznej UJ.
W 2004 roku uzyskała stopień doktora nauk humanistycznych w dyscyplinie nauk o zarządzaniu (tytuł rozprawy: „Zarządzanie organizacjami pozarządowymi - analiza na podstawie krakowskich stowarzyszeń”). Promotorem pracy była profesor Grażyna Prawelska-Skrzypek. W 2014 roku uzyskała stopień doktora habilitowanego w naukach humanistycznych w dyscyplinie nauki o zarządzaniu, na podstawie dorobku naukowego i monografii zatytułowanej „Zdolności organizacyjne a współdziałanie organizacji pozarządowych”.
Od 2003 roku pracuje w Instytucie Spraw Publicznych Uniwersytetu Jagiellońskiego. Od 2015 roku jest kierownikiem Zakładu Zarządzania Organizacjami Pozarządowymi w Instytucie Spraw Publicznych. W 2016 roku została dyrektorem Instytutu Spraw Publicznych Uniwersytetu Jagiellońskiego w kadencji 2016–2020. Od 2017 roku jest profesorem Uniwersytetu Jagiellońskiego. 5 marca 2025 roku otrzymała tytuł profesora nauk społecznych. 
W latach 2006–2012 pełniła funkcję prorektora ds. studenckich w Państwowej Wyższej Szkole Zawodowej im. rtm. Witolda Pileckiego w Oświęcimiu.

## Działalność naukowo-badawcza i akademicka
Zainteresowania badawcze dotyczą w szczególności współczesnych problemów organizacji alternatywnych (pozarządowych, ich zdolności współdziałania i tworzenia sieci organizacji pozarządowych, publicznych i pozarządowo-publicznej oraz społeczno-kulturowych kontekstów funkcjonowania organizacji pozarządowych w społeczeństwie obywatelskim). Prowadzi także badania w ramach gender studies, w szczególności w obszarze sytuacji i aktywności kobiet w organizacjach pozarządowych, jak również na uczelniach.
Pełni funkcje doradcze i eksperckie w przygotowywaniu raportów, badań i analiz dla rządowych, centralnych i regionalnych instytucji publicznych, jak również polskich i międzynarodowych organizacji pozarządowych (NESsT, IPA), a także zajmuje się projektami wdrożeniowymi i poprawiającymi jakość zarządzania, dla instytucji krajowych i międzynarodowych. Ponadto jest kierownikiem i członkiem kilkudziesięciu polskich i międzynarodowych projektów badawczych i wdrożeniowych w zakresie funkcjonowania sektora publicznego (w tym szkolnictwa wyższego) i organizacji pozarządowych.
Jest także członkinią rad naukowych kilku czasopism (w tym kwartalnika Trzeci Sektor), od 2017 roku jest redaktorem naczelnym International Journal of Contemporary Management. Jest członkiem Komitetu Nauk Organizacji i Zarządzania Polskiej Akademii Nauk oraz Rady Szkoły Doktorskiej Nauk Społecznych Uniwersytetu Jagiellońskiego, przewodniczącą Międzywydziałowej Komisji Interdyscyplinarnej-Zarządzanie Kulturą i Mediami Polskiej Akademii Umiejętności oraz członkiem międzynarodowych sieci współpracy, takich jak Una Gender Eqality Network (UGEN) i International Society for Third-Sector Research (ISTR).

## Dorobek naukowy
Dorobek naukowy obejmuje autorstwo lub współautorstwo piętnastu monografii naukowych, redakcję naukową czternastu monografii naukowych, a także publikację ponad stu artykułów, opracowań i ekspertyz z zakresu zarządzania organizacjami pozarządowymi i publicznymi oraz problematyki ekonomii społecznej w Polsce. Wykaz publikacji znajduje się w Repozytorium Uniwersytetu Jagiellońskiego – ORCID.